# Paraboea leopoldii
Paraboea leopoldii är en tvåhjärtbladig växtart som beskrevs av K.M. Wong, J.T. Pereira, J.B. Sugau och S.P. Lim. Paraboea leopoldii ingår i släktet Paraboea och familjen Gesneriaceae. Inga underarter finns listade i Catalogue of Life.